# Límites de Atterberg

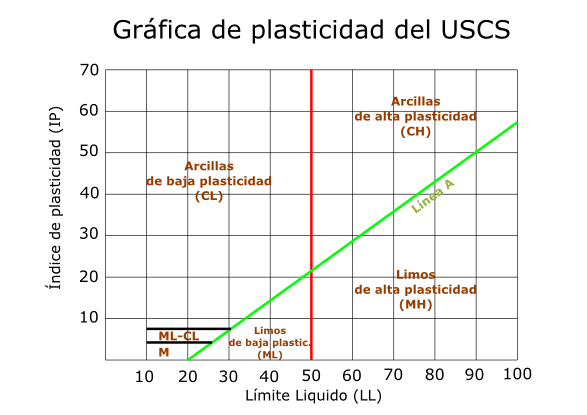
Tabla de clasificación de materiales en función de los límites de Atterberg.

Los límites de Atterberg, límites de plasticidad o límites de consistencia, se utilizan para caracterizar el comportamiento de los suelos finos, aunque su comportamiento varía a lo largo del tiempo. El nombre de estos es debido al científico sueco Albert Mauritz Atterberg (1846-1916).
Los límites se basan en el concepto de que en un suelo de grano fino solo pueden existir cuatro estados de consistencia según su humedad. Así, un suelo se encuentra en estado sólido cuando está seco. Al agregársele agua poco a poco, va pasando sucesivamente a los estados de semisólido, plástico y, finalmente, líquido. Los contenidos de humedad en los puntos de transición de un estado al otro son los denominados límites de Atterberg.
Los ensayos se realizan en el laboratorio y miden la cohesión del terreno y su contenido de humedad, para ello se forman pequeños cilindros de espesor con el suelo. Siguiendo estos procedimientos se definen tres límites:
1. Límite líquido: cuando el suelo pasa de un estado plástico a un estado líquido. Para la determinación de este límite se utiliza la copa de Casagrande.
2. Límite plástico: cuando el suelo pasa de un estado semisólido a un estado plástico.
3. Límite de retracción o contracción: cuando el suelo pasa de un estado semisólido a un estado sólido y se contrae al perder humedad.

Relacionados con estos límites, se definen los siguientes índices:
- Índice de plasticidad: Ip o IP = wl - wp
- Índice de fluidez: If = Pendiente de la curva de fluidez
- Índice de tenacidad: It = Ip/If
- Índice de liquidez (IL o IL), también conocida como relación humedad-plasticidad (B):

IL = (Wn - Wp) / (Wl-Wp) (Wn = humedad natural)

## Límite líquido

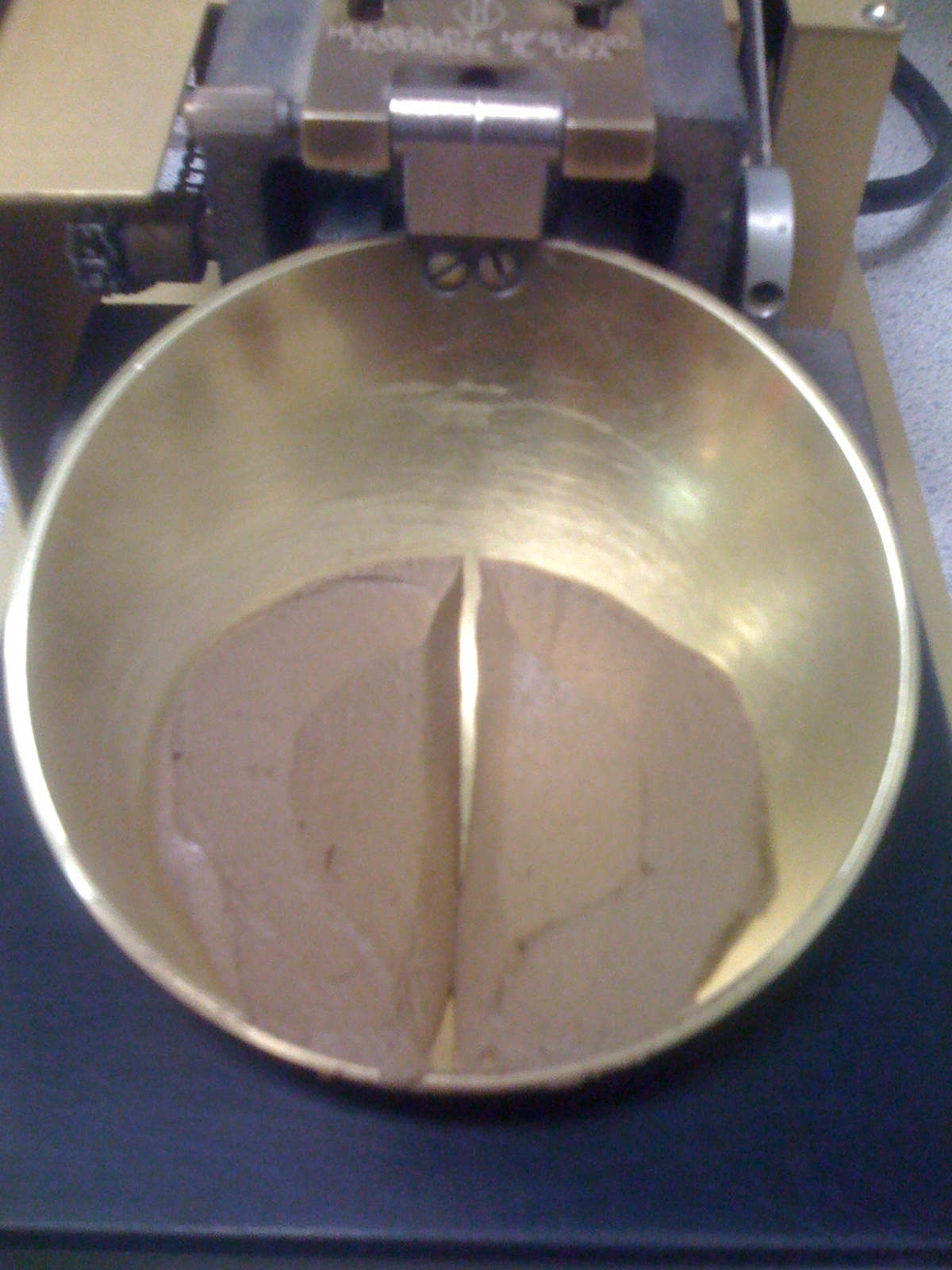
Cuchara de Casagrande durante la realización del ensayo de una muestra de suelo.

Esta propiedad se mide en laboratorio mediante un procedimiento normalizado en que una mezcla de suelo y agua, capaz de ser moldeada, se deposita en la cuchara de Casagrande, copa de Casagrande o cazuela de Casagrande y se golpea consecutivamente contra la base de la máquina, haciendo girar la manivela, hasta que el surco que previamente se ha hecho en la muestra se cierre en una longitud de 12,7 mm (1/2"). Si el número de golpes para que se cierre el surco es 25, la humedad del suelo (razón peso de agua/peso de suelo seco) corresponde al límite líquido.
Para calcularlo, se deben realizar al menos dos ensayos, ajustando el contenido de agua de la muestra de forma aproximada, de manera que el surco se cierre con un número de golpes entre 15 y 25 en un caso, y entre 25 y 35 en otro. La humedad correspondiente se obtiene interpolando linealmente el valor de la humedad correspondiente a 25 golpes entre los dos valores previamente obtenidos.
Otra forma de obtener el límite líquido es empleando el penetrómetro  de cono inglés, construido en acero inoxidable con una longitud de 35 mm, un ángulo de ápice de 30° con una masa de 80 g incluyendo su eje. Está montado sobre un soporte que le permite deslizar y mantenerse en posición vertical, midiendo su movimiento mediante una carátula. El ensayo consiste  en colocar la punta del cono tocando la superficie del suelo contenido en una cápsula, se libera de su sujeción oprimiendo un pulsador y cae por su propio peso, dejándolo penetrar en la masa de suelo durante 5 segundos; tras lo que se fija y se toma la lectura en el medidor. El límite líquido del suelo se define como el contenido de agua cuando la penetración del cono es de 20 mm.

## Límite plástico
Para medir la plasticidad de las arcillas se han desarrollado varios criterios de los cuales se menciona el desarrollado por Atterberg, el cual dijo en primer lugar que la plasticidad no es una propiedad permanente de las arcillas, sino circunstancial y dependiente de su contenido de agua. Una arcilla muy seca puede tener la consistencia de un ladrillo, con plasticidad nula, y esa misma, con gran contenido de agua, puede presentar las propiedades de un lodo semilíquido o, inclusive, las de una suspensión líquida. Entre ambos extremos, existe un intervalo del contenido de agua en que la arcilla se comporta plásticamente.
Se define el límite plástico como la humedad más baja con la que pueden formarse con un suelo cilindros de 3 mm de diámetro, rodando dicho suelo entre los dedos de la mano y una superficie lisa, hasta que los cilindros presenten grietas.

## Límite de contracción
Esta propiedad se manifiesta cuando una pérdida de humedad no trae aparejado un cambio de volumen. Es el contenido de humedad entre los estados de consistencia semisólido y sólido. Para su obtención en laboratorio se seca una porción de suelo (humedad inicial y volumen inicial conocidos) a 105 °C/110 °C y se calcula la humedad perdida según el siguiente cálculo:
Lc = W - ((V-Vo).ɤW)/Wo)*100
Donde:
W= Contenido de humedad de la muestra en prueba.
V= Volumen de la muestra húmeda.
Vo= Volumen de la muestra seca.
ɤW= Peso específico del agua (1 gr/cm3)
Wo= Peso seco de la muestra.